# H. C. Potter
Henry Codman Potter (* 13. November 1904 in New York City, New York; † 31. August 1977 in Southampton, New York) war ein US-amerikanischer Theater- und Filmregisseur.

## Leben
H. C. Potter wurde 1904 als Enkel des Bischofs der Episkopalkirche der Vereinigten Staaten Henry Codman Potter in New York geboren. 1926 schloss er sein Studium an der Yale University ab. Von 1927 bis 1935 inszenierte er zahlreiche Broadwayproduktionen und ging dann nach Hollywood, wo er bei mehr als 20 Filmen Regie führte und sich einen Ruf als Spezialist für Komödien erwarb.
1926 heiratete er Lucilla Annie Wylie, mit der er drei Söhne (Daniel J. Potter, Robert A. Potter und Earl Wylie Potter) hatte.
1958 zog er sich aus dem Filmgeschäft zurück und gründete in New York eine Bühnenproduktionsgesellschaft mit Richard Meyers, wo er 1977 starb.

## Filmografie (Auswahl)
- 1936: Geliebter Rebell (Beloved Enemy)
- 1937: Wings Over Honolulu
- 1938: Mein Mann, der Cowboy (The Cowboy and the Lady)
- 1938: Engel aus zweiter Hand (The Shopworn Angel)
- 1939: In den Klauen des Erpressers (Blackmail)
- 1939: The Story of Vernon and Irene Castle
- 1940: Second Chorus
- 1941: In der Hölle ist der Teufel los! (Hellzapoppin')
- 1943: Mr. Lucky
- 1947: Die Farmerstochter (The Farmer's Daughter)
- 1948: Nur meiner Frau zuliebe (Mr. Blandings Builds His Dream House)
- 1948: Startbahn ins Glück (You Gotta Stay Happy)
- 1950: Ihr Geheimnis (The Miniver Story)
- 1957: Charmant und süß – aber ein Biest (Top Secret Affair)